# Liste der Biografien/Stat
Liste der Biografien |
Portal Biografien |
Personensuche
# |
A |
B |
C |
D |
E |
F |
G |
H |
I |
J |
K |
L |
M |
N |
O |
P |
Q |
R |
S |
T |
U |
V |
W |
X |
Y |
Z |
?
 
Sa |
Sb |
Sc |
Sd |
Se |
Sf |
Sg |
Sh |
Si |
Sj |
Sk |
Sl |
Sm |
Sn |
So |
Sp |
Sq |
Sr |
Ss |
St |
Su |
Sv |
Sw |
Sy |
Sz
 
Sta |
Ste |
Sth |
Sti |
Stj |
Stl |
Sto |
Str |
Sts |
Stt |
Stu |
Stv |
Stw |
Sty
 
Staa |
Stab |
Stac |
Stad |
Stae |
Staf |
Stag |
Stah |
Stai |
Staj |
Stak |
Stal |
Stam |
Stan |
Stap |
Star |
Stas |
Stat |
Stau |
Stav |
Staw |
Stax |
Stay |
Staz
Die Liste der Biografien führt alle Personen auf, die in der deutschsprachigen Wikipedia einen Artikel haben. Dieses ist eine Teilliste mit 76 Einträgen von Personen, deren Namen mit den Buchstaben „Stat“ beginnt.

## Stat
- Stat Quo (* 1979), US-amerikanischer Rapper

### State
- Stateff, Delian (* 1994), italienischer Triathlet
- Stateira, Gemahlin des persischen Königs Artaxerxes II.
- Stateira († 331 v. Chr.), Schwestergemahlin des persischen Königs Dareios III.
- Stateira († 323 v. Chr.), persische Prinzessin und Frau Alexanders des Großen
- Stateman, Wylie, US-amerikanischer Tonmeister und Sounddesigner

### Stath
- Stathakis, Giorgos (* 1953), griechischer Wirtschaftswissenschaftler und Politiker
- Statham, Jason (* 1967), britischer SchauspielerJason Statham (* 1967)

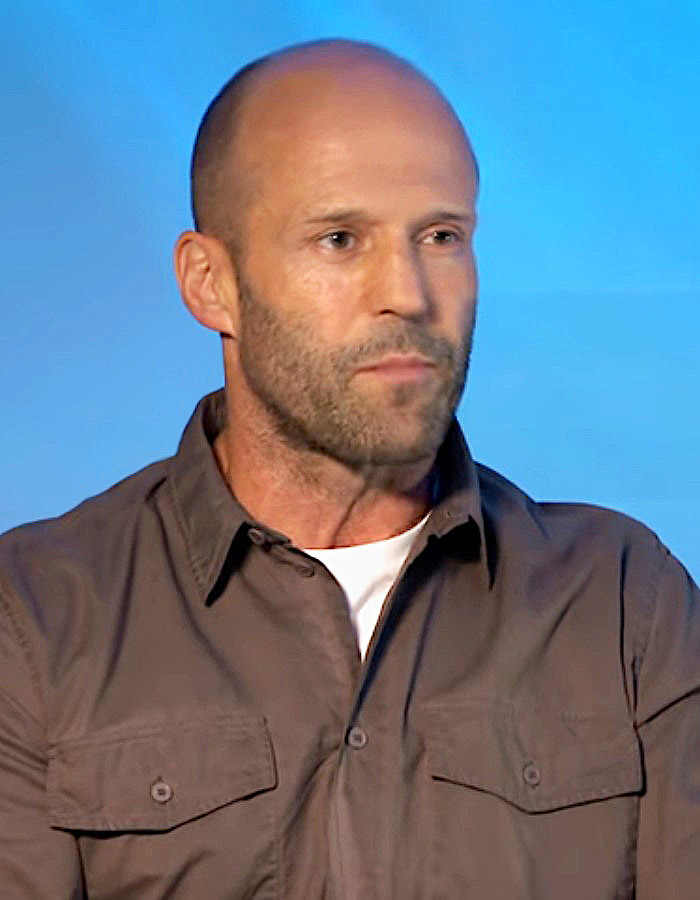
Jason Statham (* 1967)

- Statham, Mikal (* 1987), neuseeländischer Tennisspieler
- Statham, Rob (* 1959), britischer Jazz- und Fusionmusiker (E-Bass)
- Statham, Rubin (* 1987), neuseeländischer Tennisspieler
- Stathatou-Maler, attisch-geometrischer Vasenmaler
- Stather, Erich (* 1948), deutscher Staatssekretär im Bundesministerium für wirtschaftliche Zusammenarbeit und Entwicklung (BMZ)
- Stather, Fritz (1901–1974), deutscher Gerberei-Chemiker
- Stather, Martin (* 1954), deutscher Kunsthistoriker und Ausstellungskurator
- Stathi, Katerina (* 1971), griechische Germanistin
- Stathis, George Walter (* 1991), deutscher Schauspieler und Filmproduzent
- Stathmion, Christoph († 1585), deutscher Arzt und Astrologe
- Stathoulopoulos, Spiros (* 1978), griechisch-kolumbianischer Textilingenieur

### Stati
- Stati, Sorin (1932–2008), italienischer Romanist und Sprachwissenschaftler rumänischer Herkunft
- Static, Wayne (1965–2014), US-amerikanischer RockmusikerWayne Static (1965–2014)

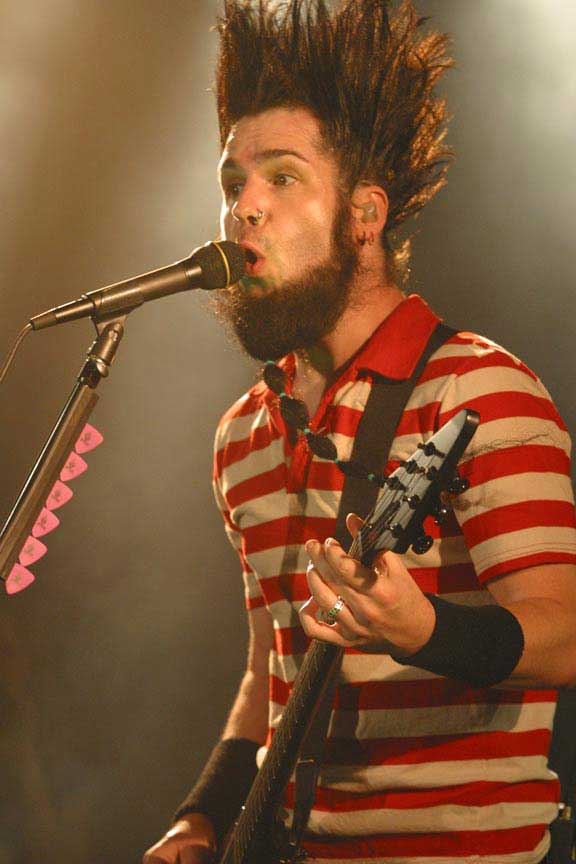
Wayne Static (1965–2014)

- Statilia Messalina, dritte Frau des römischen Kaisers Nero
- Statilius Crito, Gaius, römischer Offizier (Kaiserzeit)
- Statilius Maximus, Titus, römischer Konsul 144
- Statilius Optatus, Titus, römischer Offizier (Kaiserzeit)
- Statilius Severus, Titus, römischer Konsul 171
- Statilius Taurus Corvinus, Titus, römischer Konsul 45
- Statilius Taurus, Titus, römischer Konsul 11
- Statilius Taurus, Titus († 53), römischer Konsul 44
- Statilius Taurus, Titus, römischer Feldherr und Politiker
- Statilius, Lucius († 63 v. Chr.), römischer Ritter und Teilnehmer an der Catilinarischen Verschwörung
- Statius Aquila, Lucius, römischer Suffektkonsul (116)
- Statius Longinus, römischer Offizier (Kaiserzeit)
- Statius Lupus, Titus, römischer Offizier (Kaiserzeit)
- Statius Müller, Philipp Ludwig (1725–1776), deutscher Theologe, Zoologe
- Statius Muller, Wim (1930–2019), niederländischer Komponist
- Statius Praetuttianus, Titus, römischer Offizier (Kaiserzeit)
- Statius Priscus Licinius Italicus, Marcus, römischer Konsul 159 und Militär
- Statius Quadratus, Lucius, römischer Konsul 142
- Statius Sebosus, römischer Geograph
- Statius, Martin (1589–1655), deutscher evangelischer Theologe
- Statius, Publius Papinius, lateinischer Dichter

### Statk
- Statkevičius, Juozas (* 1968), litauischer Modedesigner, Kostümbildner für Mode und Theater
- Statkewitsch, Mikalaj (* 1956), sozialdemokratischer Politiker in Belarus
- Statkewitsch, Nina Andrejewna (* 1944), sowjetische Eisschnellläuferin
- Statkiewicz, Edward (1921–1970), polnischer Geiger und Musikpädagoge
- Statkowski, Roman (1859–1925), polnischer Komponist und Musikpädagoge
- Statkus, Horst (1929–2016), deutscher Theaterregisseur und Dramaturg
- Statkus, Jonas (1904–1940), litauischer Sicherheitsbehördenleiter

### Statm
- Statman, Andy (* 1950), US-amerikanischer Mandolinist, Klarinettist, Klezmer-, Jazz- und Bluegrassmusiker

### Statn
- Statnick, Wolfgang (* 1953), deutscher Fußballspieler, der in den 1970er und 1980er Jahren für die BSG Stahl Hennigsdorf in der zweitklassigen DDR-Liga aktiv war
- Statnik, Dawid (* 1983), sorbischer Politiker (CDU)

### Stato
- Staton, Aaron, US-amerikanischer SchauspielerAaron Staton

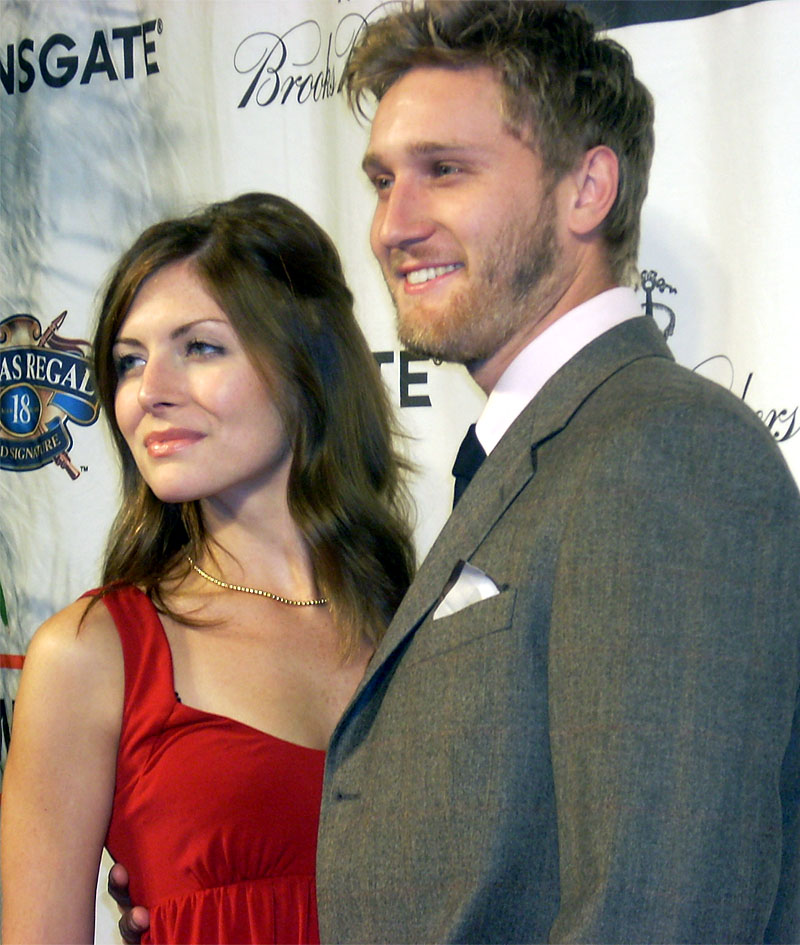
Aaron Staton

- Staton, Candi (* 1940), US-amerikanische Soul- und Gospel-Sängerin
- Staton, Dakota (1930–2007), US-amerikanische Jazz-Sängerin
- Staton, Joe (* 1948), US-amerikanischer Comicautor und -zeichner
- Staton, Mary, amerikanische Science-Fiction-Autorin
- Staton, Mick (1940–2014), US-amerikanischer Politiker
- Statorius Secundus, Marcus, römischer Suffektkonsul (121)
- Statorius, Peter d. J. († 1605), unitarischer Theologe
- Statovci, Ardita (* 1982), österreichische Pianistin

### Statt
- Statt, Raphael (* 1958), deutscher Mönch und Bildhauer
- Stattegger, Karl (* 1951), österreichischer Geologe, Sedimentologe und Hochschullehrer
- Stattler, Benedikt (1728–1797), deutscher katholischer Theologe, Pädagoge und Philosoph
- Stattler, Fritz (* 1867), österreichischer Maler und Zeichner
- Stattler, Wojciech (1800–1875), polnischer Maler und Kunstlehrer
- Stättmayer, Peter (1945–2018), deutscher Astronom und Leiter der Bayerischen Volkssternwarte München

### Statz
- Statz, Albert (* 1946), deutscher Verwaltungsbeamter und Politiker (AL)
- Statz, Franz (1848–1930), deutscher Architekt
- Statz, Franz Xaver (1814–1889), deutscher Jurist und Politiker
- Statz, Georg (1894–1945), deutscher Lehrer, Entomologe und Fossiliensammler
- Statz, Karl (1886–1962), deutscher Verwaltungsjurist, preußischer Regierungsrat und Landrat der Landkreise Sankt Goar und Koblenz
- Statz, Leni (* 1929), deutsche Humoristin und Kinderstimmen-Imitatorin
- Statz, Leo (1898–1943), deutscher Unternehmer und NS-Opfer
- Statz, Vincenz (1819–1898), deutscher ArchitektVincenz Statz (1819–1898)

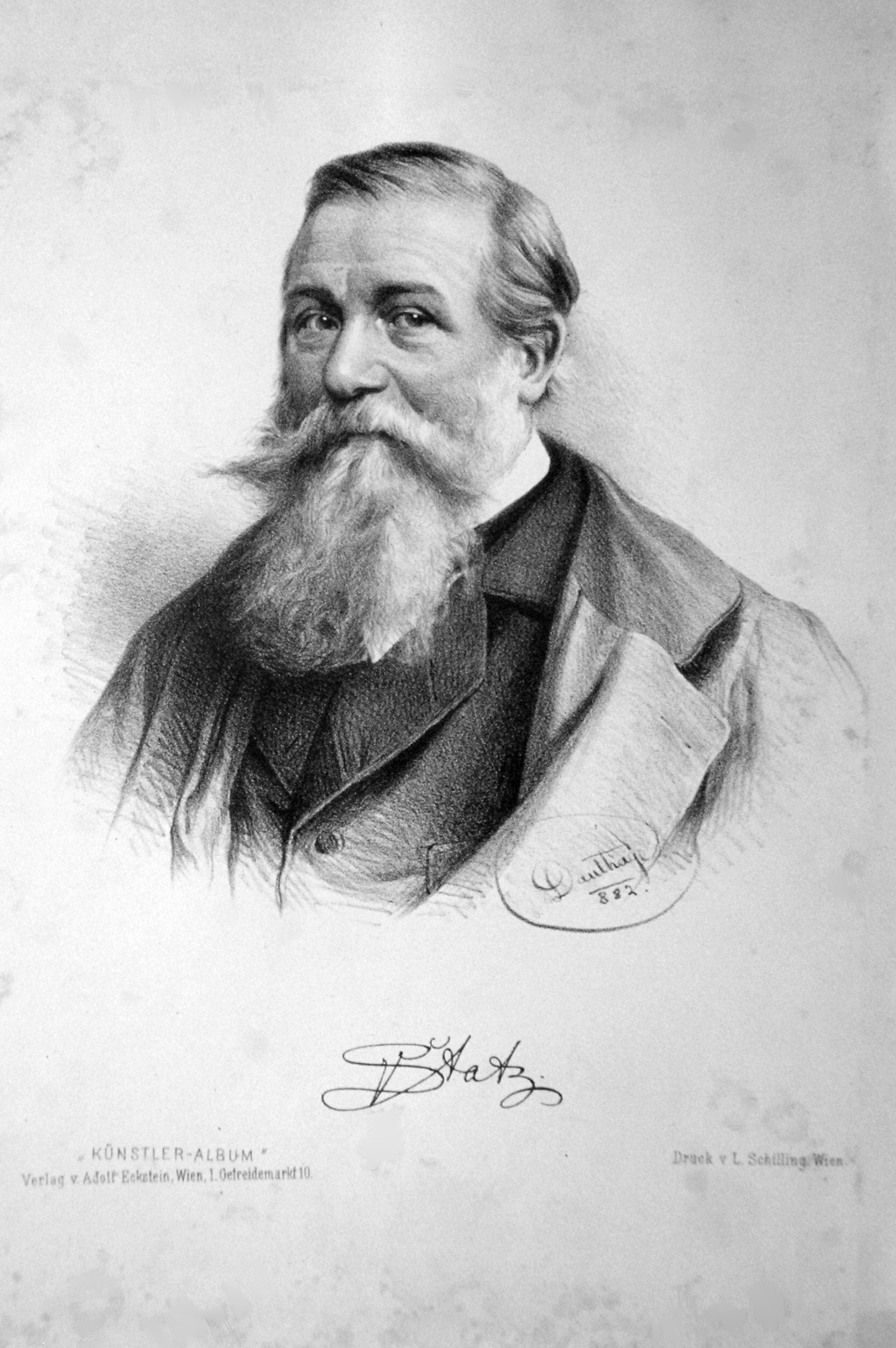
Vincenz Statz (1819–1898)

- Statzkowski, Andreas (* 1956), deutscher Politiker (CDU), MdA